# Diccionario de Artistas en Colombia

El Diccionario de Artistas en Colombia es un libro escrito por la filósofa e historiadora colombiana Carmen Ortega Ricaurte, que presenta de manera concisa la vida y obra de cerca de 400 pintores, escultores, dibujantes, grabadores, ilustradores, ceramistas, arquitectos y caricaturistas que nacieron, vivieron o desarrollaron parte de su obra en Colombia desde el siglo XVI hasta el siglo XX.
Desde su publicación en 1964 por la Litografía Arco, este libro ha servido de fuente a múltiples historiadores y escritores por reunir información relevante sobre artistas de quienes existen muy pocas fuentes que revelen datos sobre sus biografías. En 1979 se publicó una segunda edición, corregida y aumentada, por la editorial Plaza & Janes Ltda. Este trabajo sirvió como la tesis doctoral de Ortega.